# Кожильское (сельское поселение, Балезинский район)
Кожильское — упразднённое муниципальное образование со статусом сельского поселения в составе Балезинского района Удмуртии.
Административный центр — деревня Кожило.
Законом Удмуртской Республики от 17.05.2021 № 49-РЗ к 30 мая 2021 года упразднено в связи с преобразованием муниципального района в муниципальный округ.

## Население
| 2010  | 2012  | 2013  | 2014  | 2015  | 2016  |
| ----- | ----- | ----- | ----- | ----- | ----- |
| 2210  | ↘2179 | ↗2191 | ↘2152 | →2152 | ↘2139 |
| 2017  | 2018  | 2019  | 2020  | 2021  |       |
| ↘2134 | ↘2123 | ↘2101 | ↘2066 | ↗2110 |       |

## Населённые пункты
В состав поселения входят следующие населённые пункты:
| Населённый пункт | Население (2007) |
| ---------------- | ---------------- |
| Дома 1189 км     | 12               |
| Балезино         | 628              |
| Бисарпи          | ?                |
| Быдыпи           | 337              |
| Дениспи          | 37               |
| Кожило           | 676              |
| Такапи           | 403              |
| Шолоково         | 203              |